# Helen Page Camp
Helen Page Camp est une actrice américaine née le 27 décembre 1930 à Washington (États-Unis), décédée le 1er août 1991 à Los Angeles (États-Unis).

## Filmographie

### Cinéma
- 1971 : Cold Turkey : Mrs. Watson
- 1972 : Get to Know Your Rabbit : Mrs. Wendel
- 1977 : Un espion de trop (Telefon) : Emma Stark
- 1982 : The Escape Artist de Caleb Deschanel : Neighbor
- 1982 : Fast-Walking : Ted's Wife
- 1982 : Best Friends, de Norman Jewison : Maid
- 1988 : Cop : Estelle Peltz

### Télévision
- 1968 : Les Mystères de l'Ouest (The Wild Wild West), (série TV) - Saison 4 épisode 5, La Nuit des jeux dangereux (The Night of the Gruesome Games), de Marvin J. Chomsky : Charity Witherleaf
- 1973 : The Girls of Huntington House (TV) : Nurse Caulfield
- 1973 : The Marcus-Nelson Murders (TV) : Mrs. Hopper
- 1974 : La Loi (The Law) (TV) : Mrs. Bright
- 1976 : L'Affaire Lindbergh (The Lindbergh Kidnapping Case) (TV) : Elsie Whately
- 1976 : Richie Brockelman: The Missing 24 Hours (TV) : Mrs. Brockelman
- 1978 : Lassie: A New Beginning (TV) : Miss Tremayne
- 1978 : The New Maverick (en) d'Hy Averback (TV) : Mrs. Flora Crupper
- 1979 : 13 Queens Boulevard (série TV) : Mildred 'Millie' Capestro
- 1981 : Stand by Your Man (TV) : Mother Pugh
- 1982 : This Is Kate Bennett... (TV) : Mrs. Harris
- 1988 : Scandal in a Small Town (TV) : Mrs. Bragston
- 1991 : MacGyver (saison 6, épisode 18 "Deux vieilles dames charitables") : Hope Lacey